# Żengys Astana
Żengys FK (kaz. Жеңіс Футбол Клубы) – kazachski klub piłkarski z siedzibą w Astanie, grający w Priemjer Ligasy.

## Historia
Chronologia nazw:
- 1964: Dinamo (kaz. «Динамо»)
- 1975: Celinnik (kaz. «Целинник»)
- 1994: Cesna FK (kaz. «Цесна» ФК)
- 1996: Celinnik FK (kaz. «Целинник» ФК)
- 1997–1998: Astana FK (kaz. «Астана» ФК)
- 1999–2005: Żengys FK (kaz. «Жеңіс» ФК)
- 2006–2009: Astana FK (kaz. «Астана» ФК)
- 2009–2010: Namys FK (kaz. «Намыс» ФК)
- 2010: Astana-1964 FK (kaz. «Астана-1964» ФК)
- 2014: klub rozwiązano
- 2021: Żengys FK (kaz. «Жеңіс» ФК)

Klub założony został w lutym 1964 roku jako Dinamo i debiutował w Klasie B, strefie 5 Mistrzostw ZSRR. W 1970 w wyniku reorganizacji systemu lig ZSRR spadł do Klasie B, strefy kazachskiej. Od 1971 ponownie startował we Drugiej Lidze, strefie 6, w której występował do 1991. W 1975 zmienił nazwę na Celinnik.
Po uzyskaniu przez Kazachstan niepodległości w 1992 debiutował w Wysszej Lidze. Klub też nazywał się  Cesna, Celinnik, FK Astana i Żengys. W 2006 klub wrócił do nazwy FK Astana. Do 2008 zawsze uczestniczył w rozgrywkach Kazachskiej Superligi. W 2009 ogłosił bankructwo i został oddelegowany do Birinszi liga. W 2009 nazywał się Namys, a w 2010 - FK Astana-64. W 2014 klub został rozwiązany. Po 6 latach w 2021 roku klub został reaktywowany jako Żengys.

## Sukcesy
- Druga Liga ZSRR, finał:

3 miejsce: 1984
- Puchar ZSRR:

1/16 finału: 1990/91
- Mistrzostwo Kazachskiej SRR:

mistrz: 1984
- Puchar Kazachskiej SRR:

zdobywca: 1986
- Kazachska Premier Liga:

mistrz: 2000, 2001, 2006
3 miejsce: 2003
- Puchar Kazachstanu:

zdobywca: 2000/01, 2002, 2005
finalista: 2001

## Europejskie puchary
Legenda do wszystkich tabel:
- Q – runda eliminacyjna, 1/16, 1/8, 1/4, 1/2 – odpowiednia faza rozgrywek, Grupa – runda grupowa, 1r gr – pierwsza runda grupowa, 2r gr – druga runda grupowa, F – finał, R – runda, PO – play-off
- k. – rzuty karne, los. – losowanie, Dogr. – dogrywka, w. – zasada bramek strzelonych na wyjeździe

| Sezon   | Rozgrywki     | Runda | Klub              | Dom | Wyjazd | Ogólnie |
| ------- | ------------- | ----- | ----------------- | --- | ------ | ------- |
| 2002/03 | Liga Mistrzów | 1Q    | Sheriff Tyraspol  | 3–2 | 1–2    | 4–4, w. |
| 2003/04 | Puchar UEFA   | 1Q    | Viktoria Žižkov   | 1–3 | 0–3    | 1–6     |
| 2007/08 | Liga Mistrzów | 1Q    | Metalurgi Rustawi | 3–0 | 0–0    | 3–0     |
| 2007/08 | Liga Mistrzów | 2Q    | Rosenborg         | 1–3 | 1–7    | 2–10    |